# 下高井戶車站
下高井戶車站（日语：／ Shimo-takaido eki */?）是位於日本東京都世田谷區松原三丁目，屬於京王電鐵的鐵路車站和東急電鐵的停留場。
此站有京王電鐵的京王線與東急的世田谷線停靠，是轉乘站。京王線的車站編號是KO07、世田谷線是SG10。

## 歷史
- 1913年（大正2年）4月15日－京王電鐵下高井戶車站啟用。
- 1925年（大正14年）5月1日－東急電鐵下高井戶車站啟用。
- 1938年（昭和13年）3月25日－站名改為日大前。
- 1944年（昭和19年）6月 - 站名改回下高井戶。

## 車站構造
在下高井戶站區內，屬於京王電鐵的月台區與東急的月台區是比鄰而立，其中京王電鐵為兩座側式月台兩條乘車線的地面車站，但也部分站屋位於跨站式站房上。至於東急世田谷線部分則由於是起點車站，因此採兩座港灣式（頭端式）月台一條乘車線的設計。
比較特殊的一點是東急世田谷線與京王線同樣都是採在日本比較少見的1372mm軌距設計，但是，目前兩家公司的列車並沒有直通運行的路線規劃。

### 京王電鐵
為側式月台2面2線的地上站。由於位於急彎上，上行線限速60km/h，下行線限速65km/h。
站體為跨站式站房，月台與閘口、閘口與地上之間有電梯。廁所位於上行月台。

#### 月台配置
| 月台 | 路線   | 方向 | 目的地                               |
| ---- | ------ | ---- | ------------------------------------ |
| 1    | 京王線 | 下行 | 調布、橋本、京王八王子、高尾山口方向 |
| 2    | 京王線 | 上行 | 明大前、笹塚、新宿、新宿線方向       |

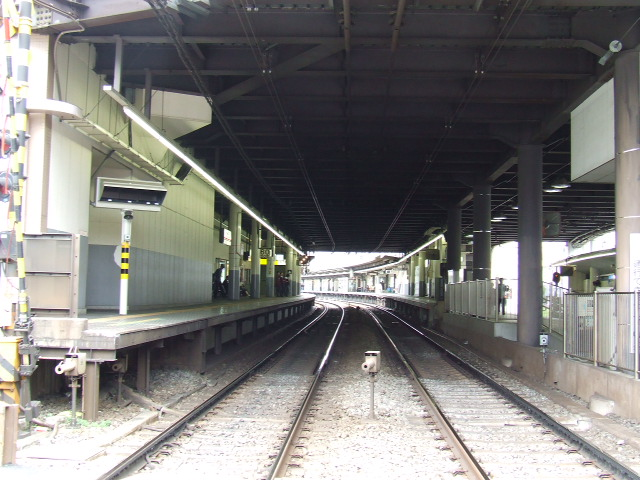
京王線車站內 從月台可見大轉彎的彎道 （2007年10月）

### 東急電鐵
為港灣式月台2面1線地上站。月台位於京王線下行月台旁。世田谷線為車上收費，但本站設有有人剪票口。乘車專用月台的松原側剪票口僅在尖峰時段開放，下車專用月台可視為連接東西兩側的自由通道。
廁所位於下車專用月台的三軒茶屋側。

#### 月台配置
| 月台 | 路線     | 方向 | 目的地             |
| ---- | -------- | ---- | ------------------ |
| 北側 | 世田谷線 | 上行 | 上町、三軒茶屋方向 |
| 南側 | 世田谷線 | 下行 | （下車專用）       |

（來源：東急電鐵:車站構內圖（页面存档备份，存于））

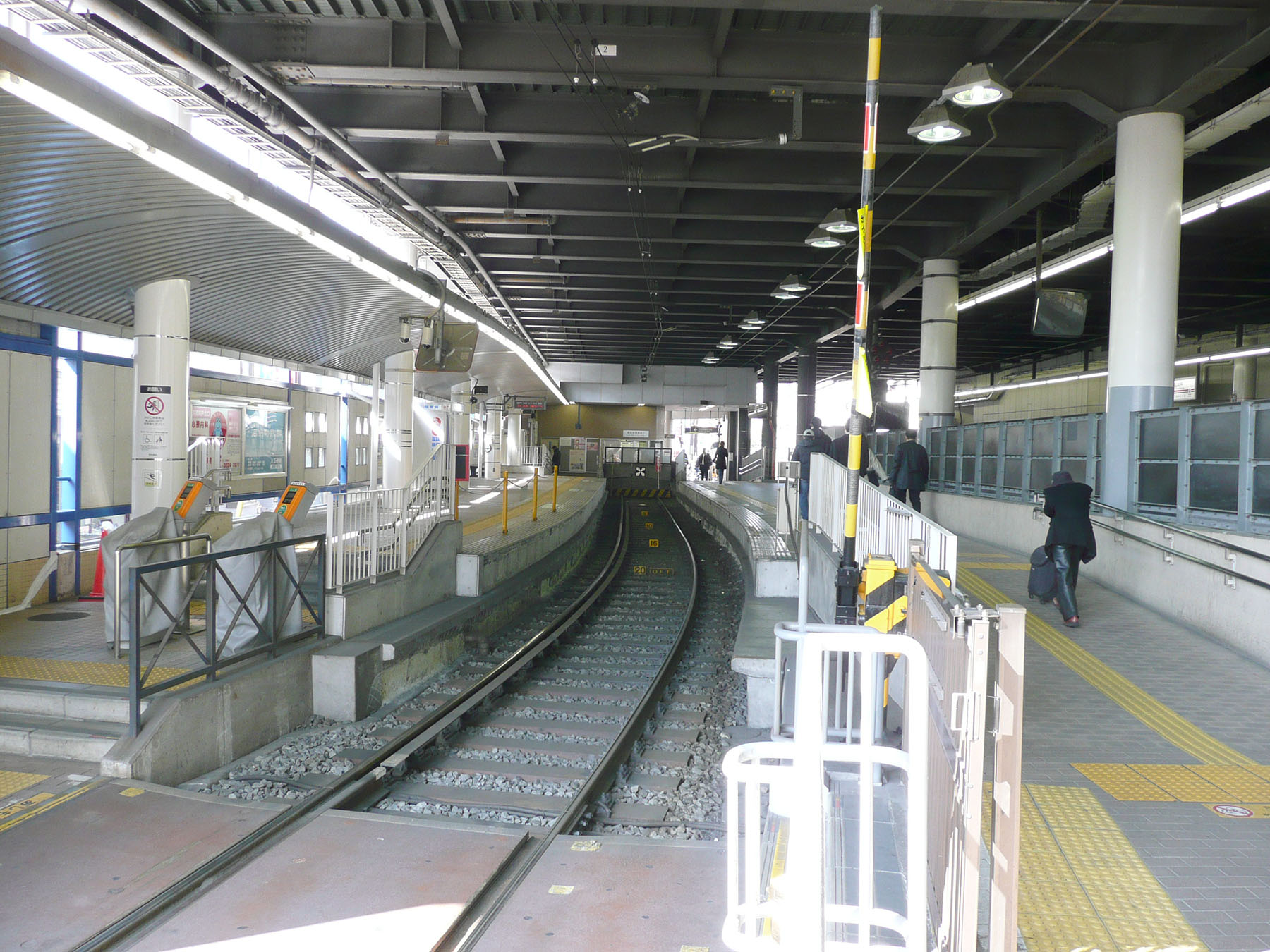
松原方向所見之月台（2011年2月）

## 使用情況
- 京王電鐵 - 2016年度日平均上下車人次為44,848人[2]，高於京王線急行、通勤快速停車站櫻上水站。在僅停靠快速、各停的車站中僅次於仙川站。

京王電鐵近年1日平均上下車、上車人次變化如下。東急世田谷線未公布本站乘車人次。
| 年度               | 1日平均 上下人次 | 1日平均 上車人次 |
| ------------------ | ---------------- | ---------------- |
| 1955年（昭和30年） | 32,401           |                  |
| 1960年（昭和35年） | 39,268           |                  |
| 1965年（昭和40年） | 51,735           |                  |
| 1970年（昭和45年） | 50,003           |                  |
| 1973年（昭和48年） | 55,818           |                  |
| 1975年（昭和50年） | 52,028           |                  |
| 1980年（昭和55年） | 42,720           |                  |
| 1985年（昭和60年） | 42,464           |                  |
| 1990年（平成02年） | 46,137           | 23,203           |
| 1991年（平成03年） |                  | 23,699           |
| 1992年（平成04年） |                  | 23,384           |
| 1993年（平成05年） |                  | 23,268           |
| 1994年（平成06年） |                  | 23,260           |
| 1995年（平成07年） | 46,768           | 23,126           |
| 1996年（平成08年） |                  | 23,359           |
| 1997年（平成09年） |                  | 22,893           |
| 1998年（平成10年） |                  | 23,077           |
| 1999年（平成11年） |                  | 22,719           |
| 2000年（平成12年） | 46,138           | 22,685           |
| 2001年（平成13年） | 46,461           | 22,957           |
| 2002年（平成14年） | 46,258           | 22,778           |
| 2003年（平成15年） | 46,060           | 22,737           |
| 2004年（平成16年） | 45,475           | 22,436           |
| 2005年（平成17年） | 45,420           | 22,537           |
| 2006年（平成18年） | 44,938           | 22,412           |
| 2007年（平成19年） | 45,783           | 22,859           |
| 2008年（平成20年） | 45,939           | 22,924           |
| 2009年（平成21年） | 45,106           | 22,476           |
| 2010年（平成22年） | 44,318           | 22,085           |
| 2011年（平成23年） | 44,009           | 21,951           |
| 2012年（平成24年） | 44,239           | 21,882           |
| 2013年（平成25年） | 44,270           | 22,072           |
| 2014年（平成26年） | 44,039           | 21,964           |
| 2015年（平成27年） | 44,407           | 22,024           |
| 2016年（平成28年） | 44,848           |                  |

## 車站周邊
本站位世田谷區，近杉並區區境。
- 啓文堂書店（日语：京王書籍販売）（站體內）
- 日本大學文理學部、櫻丘高等學校（日语：日本大学櫻丘高等学校）（稍遠）
- 國道20號（甲州街道）
- 首都高速4號新宿線
- 東京都道427號瀨田貫井線（日语：東京都道427号瀬田貫井線）
- 東京都立松原高等學校（日语：東京都立松原高等学校）
- 世田谷赤堤郵便局
- 下高井戶商店街
- 世田谷區立松澤小學校
- 世田谷區立松澤中學校（稍遠）

### 巴士路線
下高井戶站入口（甲州街道旁）
- 杉並區南北巴士交通「杉丸（日语：すぎ丸）」
  - <櫻路線> 往濱田山站南（經櫻上水站入口、上北澤站入口、柏之宮公園（日语：柏の宮公園）入口）

## 站名由來
鄰近本站的杉並區下高井戶在過去原本是甲州街道沿線的宿場所在地，高井戶源自當地寺院宗源寺內的不動尊高井堂。然而由於本站非常接近日本大學預科與高等師範科（今日的日大文理學部）校址，因此曾一度使用「日大前」的站名，但為了避免與京王線上緊鄰的「明大前」之站名發生混淆，因此又在之後改回原站名「下高井戶」。

## 相鄰車站
京王電鐵
 京王線
■特急、■準特急、■急行、■區間急行
通過
■快速、■各站停車
明大前（KO06）－下高井戶（KO07）－櫻上水（KO08）
東急電鐵
■ 世田谷線
松原（SG09）－下高井戶（SG10）

## 外部連結
- 下高井戶 - 京王電鐵
- 下高井戶（各站資訊） - 東急電鐵
- http://www.shimotaka.or.jp/（页面存档备份，存于）（日語）

35°39′58″N 139°38′29″E / 35.66611°N 139.64139°E